# Solanum turneroides
Solanum turneroides är en potatisväxtart som beskrevs av Robert Hippolyte Chodat. Solanum turneroides ingår i släktet skattor som ingår i familjen potatisväxter. Inga underarter finns listade i Catalogue of Life.